# Lenguas gur septentrionales
Las lenguas gur septentrionales son una de las dos grandes ramas de lenguas gur, propuesta por Manessy (1975, 1979). Actualmente se considera que las lenguas gur septentrionales son una de las dos ramas de las lenguas gur centrales.

## Comparación léxica
Los numerales reconstruidos para diferentes grupos de lenguas gur septentrionales son:
| GLOSA | Koromfé | PROTO- BWA | Buli-Koma        | OV Oriental       | OV Occidental | OV Occidental     | OV Occidental        | PROTO- GUR Sept. |
| GLOSA | Koromfé | PROTO- BWA | PROTO- BULI-KOMA | PROTO-OV ORIENTAL | PROTO- GURMA  | PROTO- YOM- NAWDM | PROTO- MOLE- DAGBANI | PROTO- GUR Sept. |
| ----- | ------- | ---------- | ---------------- | ----------------- | ------------- | ----------------- | -------------------- | ---------------- |
| '1'   | -ndom   | *dõ        | *-ni             | *yen-de           | * -baː *yenː- | *yen-             | *yenːi *ndoːm        | *yen-di *ndoːm   |
| '2'   | ɪhĩː    | *-ɲo       | *-liɛ            | *-dia             | *-lie         | *-lie             | *-yi                 | *-dia            |
| '3'   | ɪtãː    | *-tĩ       | *-ta             | *-tãːti           | *tã̄li         | *-ta              | *-tã                 | *-tãːri          |
| '4'   | ɪnãː    | *-nɛ       | *-nasi           | *naːsi            | *nahi         | *-nasi            | *-naːsi              | *-naːsi          |
| '5'   | ɪnɔm    | *-hwa-nu   | *-nu             | *numu             | *num-         | *-nu              | *-nuː                | *num- *-twa-nu?  |
| '6'   | ɪhʊrʊ   | *-hwa-dĩ   | *yuobiŋ          | ?                 | *-luo-ba      | *-lob-di          | *-yuobi              |                  |
| '7'   | ɪpɛ̃ː    | *-hwa-ɲo   | *yobai           | ?                 | *-luo-lie     | *-lob-lie         | *yopo-yi             |                  |
| '8'   | ɪtɔː    | *-hwa-tĩ   | *-niŋ            | *nɛi              | *-niːn        | *-nːin            | *-niː                | *-niːŋ           |
| '9'   | ɪfa     | *denu      | *-wɛ             | *wai              | *ŋwai         | *-wɛ              | *-wai                | *-wai            |
| '10'  | fɪ      | *piru      | *pi-             | *piːka            | *piːka        | *piga             | *piːga               | *piː(ga)         |